# An Open Secret
An Open Secret, o Un secreto a voces, es un documental estadounidense dirigido por la cineasta Amy J. Berg que busca exponer la explotación sexual de adolescentes por parte de importantes figuras en la industria cinematográfica de California. Sigue la historia de 5 exactores adolescentes que presuntamente fueron abusados sexualmente por miembros de esta industria bajo presiones o amenazas.

## Antecedentes
Berg había recibido una nominación al Óscar por su documental Líbranos del mal (2006), donde exploró el tema del abuso sexual infantil en la Iglesia católica. Posteriormente, en 2011, fue contactada por Matthew Valentinas, una abogada del entretenimiento de Boston. Valentinas y Alan Hoffman se decidieron hacer un documental sobre las víctimas de explotación sexual luego de escuchar las declaraciones del actor Corey Feldman sobre haber presenciado abuso sexual en Hollywood. Valentinas dijo que escogió a Amy porque «no queríamos que fuera explotadora o sensacionalista», «queríamos que empoderara a las víctimas». Berg estaba renuente al principio, pues según dijo ese tema «definitivamente no es algo a lo que quería volver a adentrarme», pero cambió de parecer al descubrir que había un alarmante «número de pedófilos convictos que aún son contratados en sets, en programas de niños».

## Sinopsis
La película comienza con varios hombres jóvenes, sobrevivientes de abuso sexual, contando sus inicios en la industria del entretenimiento. Luego sigue las historias de cinco exactores con carreras durante su adolescencia, presentados como: Evan H., Nick S., James G., Chris T., y Mike E., quienes fueron presuntamente abusados sexualmente por múltiples depredadores. Los exactores relatan experiencias llenas de chantaje emocional y psicológico por parte de sus explotadores, tales como la amenaza latente de acabar con sus carreras. También hablan en el documental: John Connolly, reportero veterano de revistas y expolicía, y Michael Harrah, uno de los primeros managers en especializarse en clientes juveniles, quien explica cómo es el proceso por el que los mismos inician una carrera en el entretenimiento.
Gran parte del documental se centra en la compañía de finales de los 90s Digital Entertainment Network (DEN), que producía videos cortos para páginas de internet, y la cual según el filme realizaba fiestas de solo hombres a las que asistían chicos menores de edad, en la residencia de su fundador Marc Collins-Rector —luego condenado por abuso sexual infantil. Además de este, se aborda el caso del mánager de actores infantiles Martin Weiss, quien fue también condenado por abuso sexual. También se mencionan otros nombres, como el mánager Bob Villard, el entrenador de actuación Bryan Peck, quien al momento del lanzamiento del documental era un convicto por abuso sexual que aun trabajaba con actores infantiles; y el productor Bryan Singer, quien presuntamente asistía a las fiestas de DEN.

## Difusión
An Open Secret fue lanzada el 5 de junio de 2015 en 9 cines en Denver y Seattle, siendo distribuida por Rocky Mountain Pictures y recibiendo poco interés de la audiencia. Dos años después los productores dijeron que confiaban en el potencial comercial de la película porque una versión pirateada había alcanzado 900 mil visitas en Internet. Sin embargo, la película no recibió ningún acuerdo para la televisión o por vídeo bajo demanda. Según Gabe Hoffman, quien financió la película: «Obtuvimos cero ofertas de Hollywood para distribuir la película. Ni siquiera una. Literalmente, ninguna oferta por ningún precio». El 12 de octubre de 2017, Hoffman y Valentinas lanzaron la película por nueve días en Vimeo «para conmemorar que el depredador en serie Harvey Weinstein fue finalmente expuesto». Con esto, los productores buscaron una mayor distribución del documental. El mismo se volvió viral y su visualización gratuita fue extendida, con más de 3 millones de visualizaciones obtenidas en varias plataformas de redes sociales durante las primeras dos semanas.

## Recibimiento
Un secreto a voces tiene un índice de aprobación del 88% en Rotten Tomatoes, basado en las reseñas de 17 críticos. En Metacritic, la película tiene una puntuación media ponderada de 66 sobre 100 basada en las opiniones de nueve críticos, lo que indica «críticas generalmente favorables».
The Hollywood Reporter escribió que la película ofrecía una «mirada sobria a acusaciones que se prestan al sensacionalismo.»
The Los Angeles Times describe la película como «no la denuncia contundente que pretende ser», sino como «una mirada inquietante a la pedofilia en Hollywood».
The New York Times escribió que el «tema merece una tenaz petición de respuestas» y esperaba «un reportaje más agresivo» que echaron en falta en la película, cuando Berg relacionó a Martin Weiss «con una cadena de otros hombres», pero solo presentando «una conversación grabada en secreto y algo de música amenazadora».
Flavorwire afirma que «la película se siente menos impactante como un documento de culto a la celebridad y más simplemente tranquilamente horripilante, ya que detalla el trauma y el abuso de poder infligido a los hombres jóvenes con estrellas en sus ojos. « 
Indiewire describió el documental como «una mirada incisiva y totalmente inquebrantable a un tema demasiado raramente escudriñado.»
El actor Elijah Wood elogió la película en 2016 como «un documental impactante».

## Controversias
Ante las pocas entradas que vendió la película tras su estreno comercial en junio de 2015, el productor Gabe Hoffman culpó a la directora Amy Berg de no haber dado a la película la promoción suficiente, por rechazar entrevistas de grandes cadenas de televisión aduciendo una agenda ocupada. Meses después la productora de Hoffman, Esponda Productions, solicitó un arbitraje contra la directora acusándola de lo antes mencionado y de haber entregado un producto incompleto que tuvo que ser refinado por otras personas, lo que consideraron como incumplimiento de contrato.

### Credibilidad de las acusaciones
A principios de 2014, uno de los principales entrevistados en el documental, Michael Egan III ("Mike E." en el documental) demandó por abuso sexual al conocido director Bryan Singer y a otras tres figuras del entretenimiento. Para agosto la demanda había sido retirada por encontrarse inconsistencias en sus declaraciones iniciales y además Egan había sido amonestado por un juez por mentir en la Corte. A pesar de esto, la directora Amy Berg defendió la inclusión de Egan diciendo que en general confiaba en su credibilidad, aunque no conocía los detalles de las demandas. También los productores Gabe Hoffman y Matthew Valentinas defendieron la inclusión de Egan en el documental. Las demandas de Egan fueron mencionadas en la versión del documental que se mostró en su estreno en Nueva York en noviembre de 2014, siendo cortadas después.
Evan Henzi fue inicialmente uno de los principales promotores de la película, sin embargo, el mismo año de su lanzamiento comercial, él y Chris Turcotte, dos de los principales entrevistados, dijeron que el documental era "injusto" y "deshonesto". Henzi se refirió específicamente a Michael Egan llamándolo un «artista timador», quien «usó mi experiencia de vida para justificar sus mentiras» ... «Me frustra que sigan usando mi imagen para promover su película y quisiera que pararan [...] Me uní a esto porque quería hacer lo correcto, pero de nuevo conocí a las personas equivocadas que se aprovecharon de mí», sentenció Henzi.
Turcotte, por su parte, dijo que la directora usó trucos de edición para apoyar narrativas falsas y que contravino a su promesa de no usar sus declaraciones para respaldar las mentiras dichas por Michael Egan. Para Turcotte son falsas las sugerencias del filme de que las conductas sexuales inapropiadas en la residencia de Marc Collins-Rector eran tan notorias que todos en su compañía, Digital Entertainment Network, debieron enterarse de ellas. También rechaza rotundamente que la residencia haya servido como recinto para fiestas sexuales entre inversores de la compañía y menores de edad, y dice que nunca vio conductas forzadas por parte de Collins-Rector.